# Zaklada Wikimedija
Zaklada Wikimedija (engl. Wikimedia Foundation, pokrata: WMF) američka je organizacija sa sjedištem u San Franciscu koja, zajedno sa svojim filijalama, daje podršku razvoju i upravljanju brojnim wiki-projektima. Najpoznatiji projekt Zaklade je mrežna enciklopedija Wikipedija, dok su ostali WMF-ovi projekti Wikizvor, Wikicitat, Wječnik, Wikiknjige, Wikiučilište, Wikivoyage, Wijesti, Wikivrste, Meta-Wiki, Zajednički poslužitelj i Wikidata.
Organizaciju je 2003. godine utemeljio Jimmy Wales, jedan od suosnivača Wikipedije, kao okvir za neprofitno financiranje Wikipedije i njezinih sestrinskih projekata.
U 2015. godini Zaklada zapošljava oko 250 osoba s godišnjim prihodom od preko 50 milijuna dolara. Krajem 2023. Zaklada je zapošljavala preko 700 osoba s godišnjim prihodom od 169 milijuna dolara.
Izvršna ravnateljica Zaklade Wikimedija je Maryana Iskander, dok dužnost predsjednika nadzornog odbora obnaša Patricio Lorente.

## Projekti Zaklade
| Znak projekta Wikiknjige             | Naziv: Wikiknjige Opis: zbirka udžbenika Mrežna stranica: www.wikibooks.org                                                                | Znak projekta Wijesti    | Naziv: Wijesti Opis: internetske novine Mrežna stranica: www.wikinews.org            | Znak projekta Wikivrste  | Naziv: Wikivrste Opis: taksonomski katalog vrsta Mrežna stranica: species.wikimedia.org                                   |
| Znak projekta Wikidata               | Naziv: Wikidata Opis: baza znanja Mrežna stranica: www.wikidata.org                                                                        | Znak projekta Wikipedija | Naziv: Wikipedija Opis: internetska enciklopedija Mrežna stranica: www.wikipedia.org | Znak projekta Wječnik    | Naziv: Wikiučilište Opis: zbirka tečajeva i poslužitelj za koordinaciju istraživanja Mrežna stranica: www.wikiversity.org |
| Znak projekta Zajednički poslužitelj | Naziv: Zajednički poslužitelj Opis: repozitorij slika, zvukova, video sadržaja i ostale multimedije Mrežna stranica: commons.wikimedia.org | Znak projekta Wikicitat  | Naziv: Wikicitat Opis: zbirka citata Mrežna stranica: www.wikiquote.org              | Znak projekta Wikivoyage | Naziv: Wikivoyage Opis: putni vodič Mrežna stranica: www.wikivoyage.org                                                   |
| Znak projekta Meta-Wiki              | Naziv: Meta-Wiki Opis: središnje mjesto za koordinaciju svih projekata Wikimedije Mrežna stranica: meta.wikimedia.org                      | Znak projekta Wikizvor   | Naziv: Wikizvor Opis: digitalna knjižnica Mrežna stranica: www.wikisource.org        | Znak projekta Wječnik    | Naziv: Wječnik Opis: internetski rječnik i tezaurus Mrežna stranica: www.wiktionary.org                                   |